# Franz Zorn von Bulach
Franz Zorn de Bulach (né le 20 novembre 1858 à Strasbourg - mort le 13 janvier 1925 à Strasbourg) est un prélat, diplomate et homme politique alsacien, évêque auxiliaire de Strasbourg et évêque titulaire d'Érythrée (de) de 1901 à 1919.

## Biographie
Franz Zorn von Bulach appartient à une famille noble alsacienne ancienne. Il est le fils du baron François Zorn de Bulach (1828-1890), chambellan de Napoléon III et député du Bas-Rhin, et de son épouse Antoinette née Freiin von Reinbach-Hirtzbach.
Après des études de droit terminée par un stage d’avocat il travaille pendant peu de temps au ministère des Affaires étrangères. Le 10 août 1891, il est ordonné prêtre à Strasbourg puis appelé au service diplomatique pontifical où il sert comme secrétaire de la Nonciature apostolique à Madrid. C’est à ce titre qu’il est représenté en 1900, dans le volume 1 page 527, de l’ouvrage monumental en trois volumes Die Katholische Kirche unserer Zeit und ihre Diener in Wort und Bild (Société Leo, Vienne 1900).
En 1900, il est le candidat qu’auraient préféré les Alsaciens-Lorrains pour le siège épiscopal de Metz devenu vacant. L’empereur Guillaume II y place cependant un prussien, le bénédictin Willibrord Benzler.
Franz Zorn von Bulach est nommé évêque auxiliaire de Strasbourg, son diocèse d’origine et évêque titulaire d’Érythrée (de) le 24 octobre 1901. Son sacre eut lieu le 3 novembre 1901 à Rome,. De 1901 à 1919, il occupe le poste d’évêque auxiliaire à Strasbourg et, à partir de 1903, est également vicaire général du diocèse, y compris pendant l’époque tourmentée de la Première Guerre mondiale, tandis que le diocèse où se trouvent de très nombreux soldats étrangers faisait partie de la zone de combat. En 1919, après que la France a repris l’Alsace, les évêques en fonction sous le régime allemand doivent démissionner, ce qui est donc le cas de Franz Zorn von Bulach. Il meurt en Alsace, en 1925, comme évêque titulaire, c'est-à-dire qu'il n'a la charge d'aucun évêché.
En 1910, parait à Munich une brochure de quinze pages, intitulée Referat des hochwürdigsten Herrn Dr.Freiherrn Franz Zorn von Bulach, Weihbischofs von Strassburg, vorgetragen auf dem 21. Internationalen Eucharistischen Kongress in Montreal am 9. September 1910 (Rapport de Son Éminence Monseigneur Franz Zorn von Bulach, évêque auxiliaire de Strasbourg, présenté au 21e Congrès eucharistique international à Montréal le 9 septembre 1910). Il est nommé par l’empereur membre de la chambre haute du parlement d’Alsace-Lorraine.
Son frère Hugo Zorn von Bulach est membre du Reichstag.